# Miro (cheval)
Pour les articles homonymes, voir Miro.
Miro (né le 30 mai 2012) est un cheval hongre de robe alezane inscrit au stud-book belge du BWP, monté en saut d'obstacles par le cavalier belge Olivier Philippaerts.

## Histoire
Miro naît le 30 mai 2012 à l'élevage de la Brutsaert Trading, situé à Geluwe en Belgique.
Il est monté par Olivier Philippaerts, et appartient à l'un des principaux propriétaires de chevaux de saut d'obstacles, Frans Lens, qui en août 2022 le décrit comme le meilleur des six chevaux de saut d'obstacles lui appartenant.
En 2024, il est l'un des deux meilleurs chevaux d'Olivier Philippaerts, avec sa jument vétérante Legend of Love.

## Description

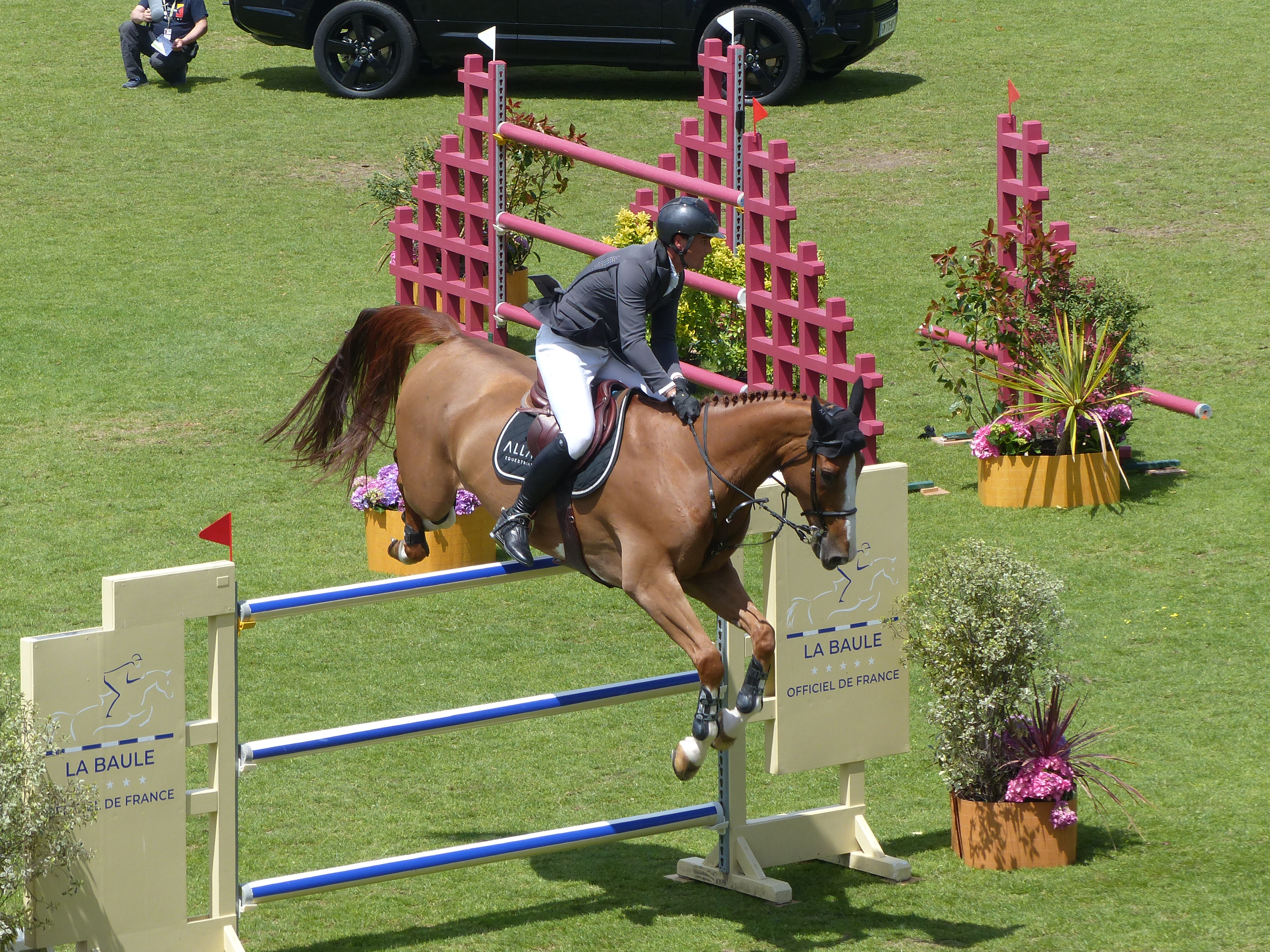
Miro monté par Olivier Philippaerts au CSIO de La Baule de 2024.

Miro est un hongre de robe alezane, inscrit au stud-book du BWP.

## Palmarès

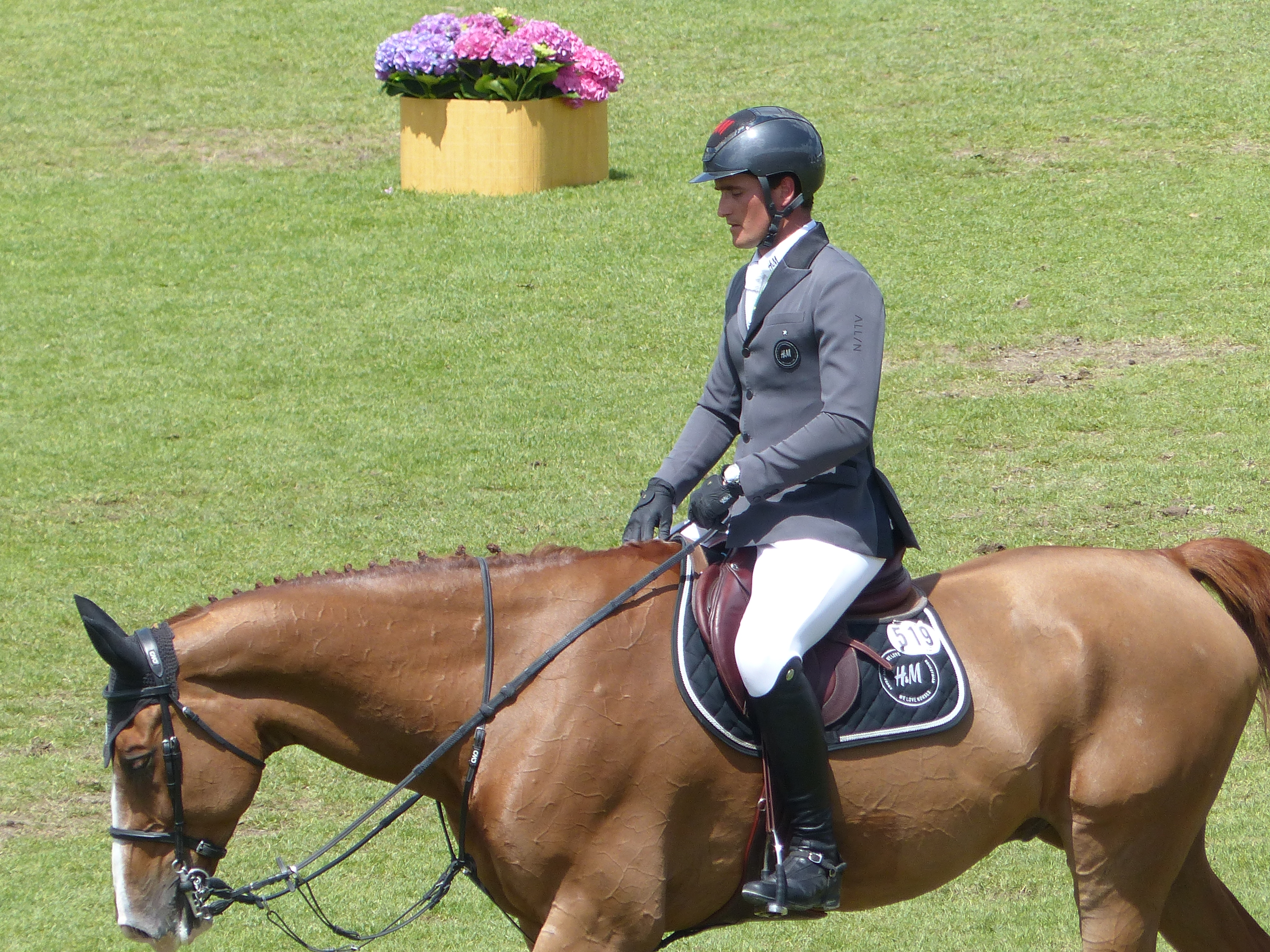
Miro monté par Olivier Philippaerts au CSIO de La Baule de 2024.

- novembre 2021 : vainqueur d'une épreuve à 1,50 m à Vérone[5] ;
- janvier 2022 : 3e du Grand Prix d'Oliva[6],[7] ;
- juillet 2022 : vainqueur du Royal International Salver, épreuve à 1,50 m au CSIO5* du Royal Horse Show[8]
- novembre 2022 : 3e du Grand prix 4* de Maastricht[9] ;
- juin 2023 : vainqueur du CSI5* de Stockholm[10].

## Origines
Miro est inscrit comme BWP, et présente des origines françaises, belges et néerlandaises. C'est un fils de l'étalon Selle français Diamant de Semilly, et d'une jument belge nommée Indiana, par Kannan.
Il présente 40,01 % d'origines Pur-sang d'après le calcul du site web Hippomundo.